# Священное Писание
Священное Писание, Святое Писание, Писание — собрание священных книг в авраамических религиях: иудаизме, христианстве, исламе.

## Иудаизм

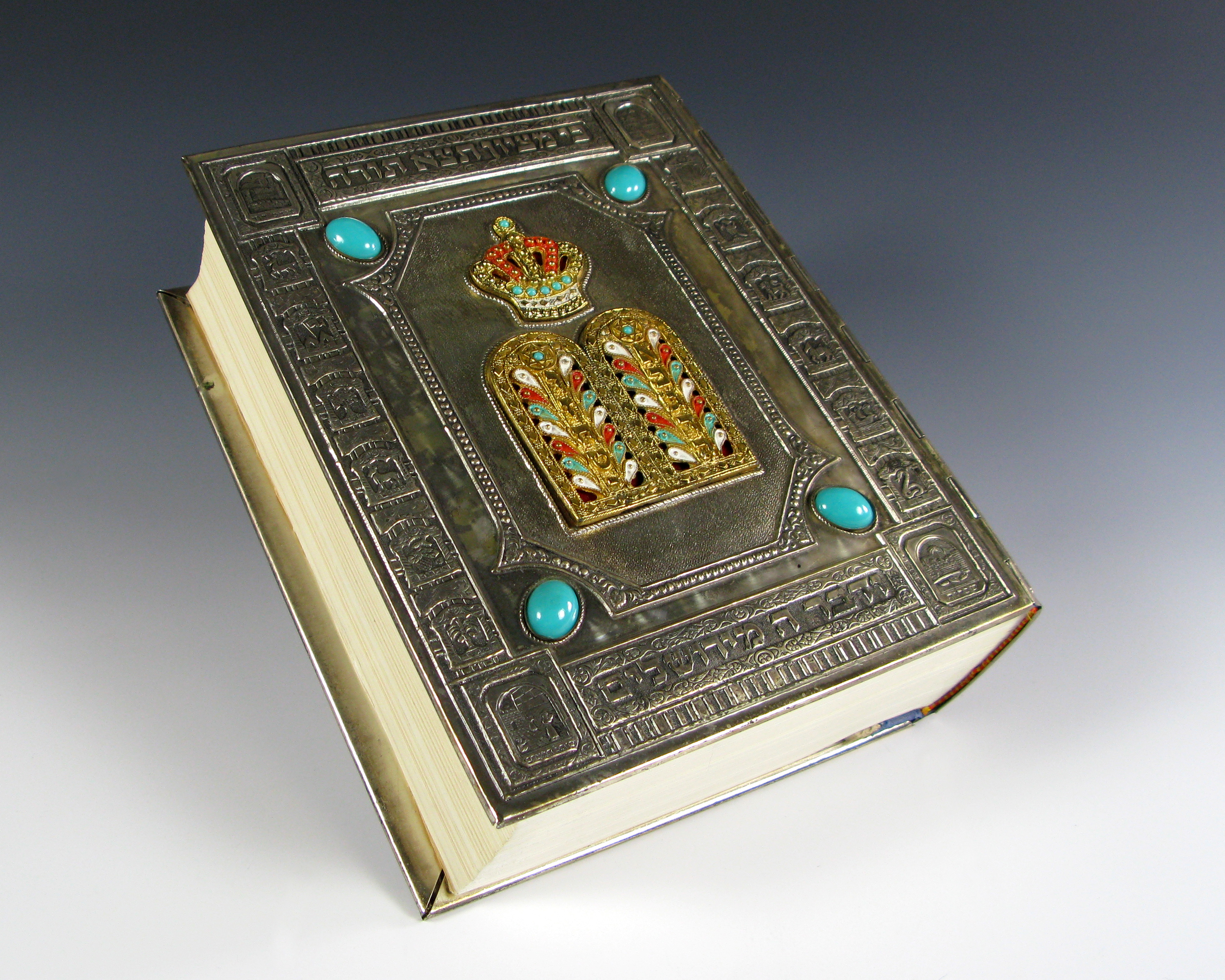
Танах в серебряном переплёте.
Подарочный экземпляр 1976 года, преподнесённый Еврейским фондом Бетти Форд

В иудаизме к Священному Писанию относят еврейскую Библию (Танах).
Существует также малочисленная этно-религиозная группа — самаритяне (численность — 796 человек на 2017 год), которые признают Священным Писанием только Самаритянское Пятикнижие, записанное особым самаритянским письмом и не признают те аспекты ветхозаветного богословия, которые раскрыты в других книгах Танаха.

## Христианство

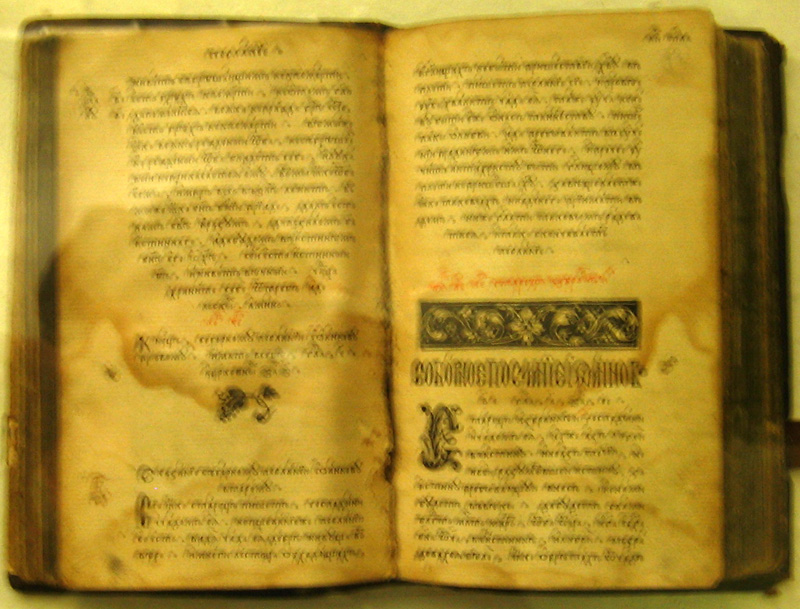
Новый Завет в Острожской Библии

В христианстве к Священному Писанию относят Ветхий Завет (Танах и дополнительные священные книги) и Новый Завет, составляющие Библию. Новый Завет, особенно Евангелие, является в Библии самым важным для христиан.
Согласно христианскому вероучению, все книги Ветхого и Нового заветов — богодухновенны и содержат в себе Божественное Откровение.
Тем не менее некоторые древнехристианские конфессии не включают в свой канон ряд библейских книг: в сирийской Пешитте отсутствует Откровение Иоанна Богослова и несколько соборных посланий, а Эфиопская православная церковь включает в Библию ряд апокрифов — книгу Юбилеев и первую книгу Еноха, а также некоторые другие. Протестантские деноминации не включают в число книг Ветхого Завета так называемые второканонические книги (в католицизме) и неканонические книги (в Русской православной церкви), которые для православных и католиков являются составной частью Писания. Эти книги протестанты называют «апокрифами», однако в протестантских изданиях Библии они могут быть помещены в отдельном разделе под названием «Апокрифы».

## Ислам

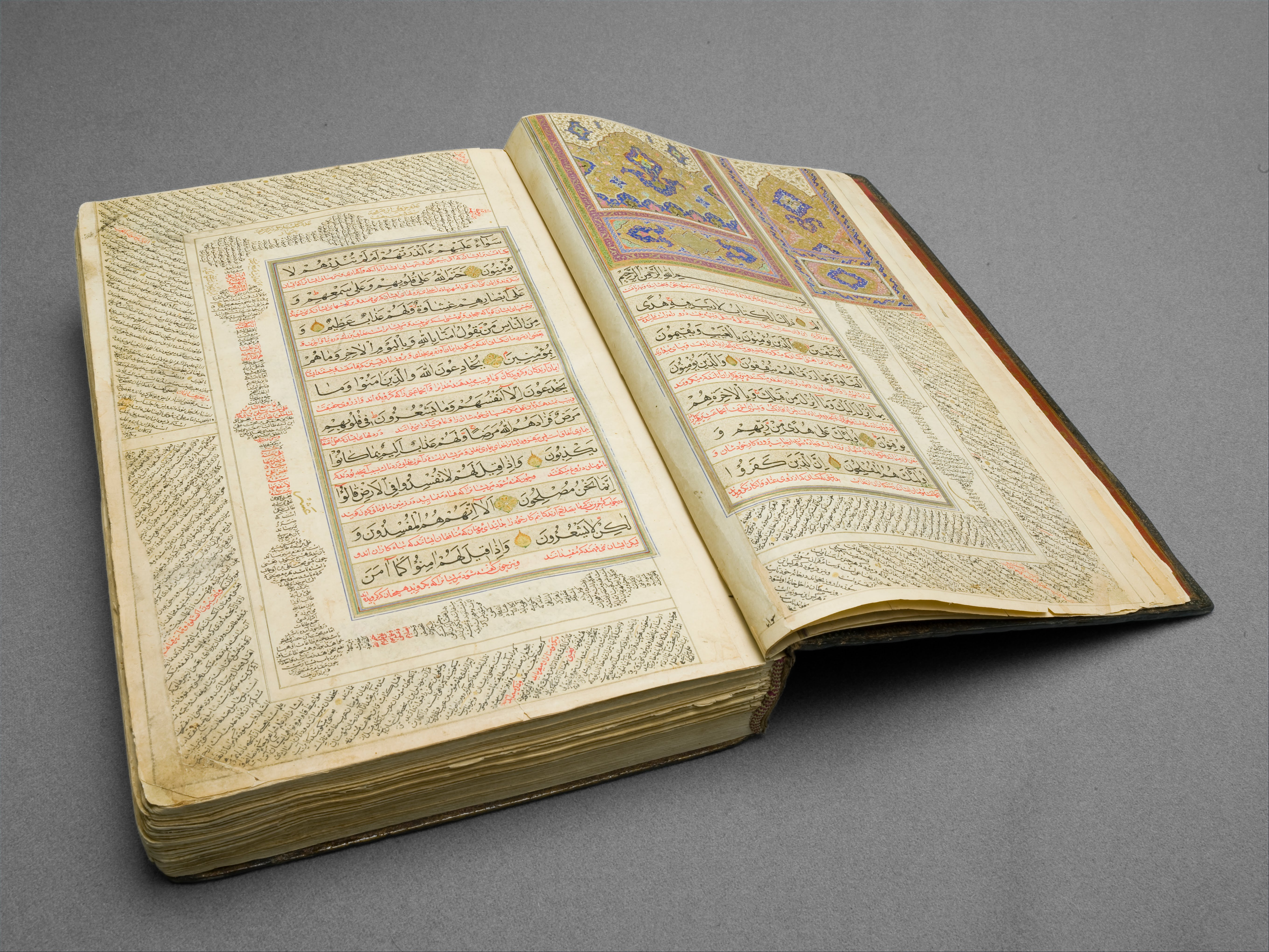
Рукописный экземпляр Корана. Индия, XVII век

В исламе под Священным Писанием понимают только Коран, а все священные Писания, предшествовавшие Корану, к которым мусульмане относят Таурат (Пятикнижие Моисея), Забур (Псалтирь), Инджиль (Евангелие) для мусульман носили временный характер и были отменены. При этом под Евангелием мусульмане понимают не канонические Евангелия от Матфея, Марка, Луки, Иоанна, а божественную книгу по учению ислама, ниспосланную Исе (Иисусу Христу), которая была утеряна. По учению ислама, существующие тексты Торы (Пятикнижие Моисея), Псалтири, Евангелия были искажены иудеями и христианами; подлинные же тексты не сохранились.